# ماشاالله شمس‌الواعظین
ماشاالله شمس‌الواعظین (نام دیگر: محمود شمس) (زادهٔ ۲۸ خرداد ۱۳۳۶، کربلا) مشاور مرکز مطالعات راهبردی غرب آسیا در تهران و از روزنامه‌نگاران اصلاح‌طلب است. او چندین بار زندانی شده و چند جایزهٔ بین‌المللی نیز دریافت کرده است. او کارشناس ارشد علوم سیاسی از دانشگاه لبنان است و به زبان‌های عربی و ایتالیایی نیز تسلط دارد.

## بازداشت
او پس از اعتراضات عاشورا در ۸ دی ۱۳۸۸ توسط مأموران امنیتی در منزلش بازداشت شد. وی همچنین به دلیل مطرح‌کردن مطالبی در مراسم دریافت جایزه قهرمان آزادی مطبوعات سال ۲۰۱۴ در کیپ‌تاون آفریقای جنوبی و نوشته‌های فیسبوک در سال ۱۳۹۳ به دادگاه احضار شد. به موجب حکم شعبه ۱۵ دادگاه انقلاب به ۱۴ ماه حبس محکوم شد ولی بعد از اعتراض و تشکیل یک جلسه دادگاه، هیچ حکمی بعد از دادگاه صادر نشد. وی در بهمن ماه ۱۳۹۷ نیز به دادسرای اوین احضار شده بود.

## روزنامه‌نگاری
- همکاری در تأسیس مجله کیان (۱۳۷۰) و سردبیری آن مجله (تا ۱۳۷۶)
- تأسیس روزنامه جامعه (توقیف‌شده)
- تأسیس روزنامه توس (توقیف‌شده)
- تأسیس روزنامه نشاط (توقیف‌شده)
- تأسیس روزنامه عصر آزادگان (توقیف‌شده)
- عضویت در انجمن دفاع از آزادی مطبوعات[۹]

## آثار
در زمینه آموزش و ادبیات کودکان و نوجوانان:
- ابراهیم بت‌شکن
- یوسف
- کشتی نوح
- متد نوین خودآموز قرآن